# Episodi di Street Sharks - Quattro pinne all'orizzonte (terza stagione)
La terza stagione di Street Sharks - Quattro pinne all'orizzonte, composta da 8 episodi, è andata in onda negli Stati Uniti nel 1996, tranne l'ultimo episodio che stato trasmesso nel 1997. Nell'edizione italiana gli episodi 34 e 39, dopo le prime trasmissioni italiane su Italia 1, non vengono replicate nelle trasmissioni successive.
| Nº st. | Nº tot. | Titolo                   | Titolo originale    | Prima TV Stati Uniti |
| ------ | ------- | ------------------------ | ------------------- | -------------------- |
| 1      | 33      | Gli squalonauti          | Ancient Sharkonauts | 3 ottobre 1996       |
| 2      | 34      | Squali e dinosauri       | Sharkotic Reaction  | 10 ottobre 1996      |
| 3      | 35      | Squali da guardia        | Sand Sharks         | 17 ottobre 1996      |
| 4      | 36      | Squali incandescenti     | Shark Quake         | 24 ottobre 1996      |
| 5      | 37      | Super squalo             | Super Shark         | 31 ottobre 1996      |
| 6      | 38      | Squali della giungla     | Jungle Sharks       | 7 novembre 1996      |
| 7      | 39      | Squalo salva i dinosauri | Trojan Sharks       | 28 novembre 1996     |
| 8      | 40      | Squali pronti all'azione | Shark-apolypse Now! | 18 maggio 1997       |